# Garumnis
Els garumnis o garumnes (llatí Garumni) van ser un poble aquità esmentat per Juli Cèsar. Pel seu nom se suposa que vivien a la vora de la Garona, que antigament es deia Garumna. Probablement estaven establerts a la regió de Sant Bertran de Comenge.